# Salticus candidus
Salticus candidus är en spindelart som beskrevs av John Blackwall 1867. Salticus candidus ingår i släktet Salticus och familjen hoppspindlar. Inga underarter finns listade i Catalogue of Life.